# Philo Hall
Philo Hall (ur. 31 grudnia 1865, zm. 7 października 1938 w Brookings, Dakota Południowa) – amerykański polityk związany z Partią Republikańską.
W latach 1907–1909 przez jedną dwuletnią kadencję Kongresu Stanów Zjednoczonych był przedstawicielem pierwszego okręgu wyborczego w stanie Dakota Południowa w Izbie Reprezentantów Stanów Zjednoczonych.